# Maçarico-sovela
O maçarico-sovela (Xenus cinereus), também conhecido como maçarico-tereque (no Brasil), é uma ave caradriforme da família Scolopacidae. Distingue-se pelas patas amarelas relativamente curtas e pelo bico recurvado para cima.
É uma espécie migradora que nidifica na Rússia e na Sibéria (com uma pequena população na Finlândia), e inverna nas costas africanas, asiáticas e australianas.

## Subespécies
A espécie é monotípica (não são reconhecidas subespécies).